# UFC Fight Night: Magny vs. Ponzinibbio
UFC Fight Night: Magny vs. Ponzinibbio (conosciuto anche come UFC Fight Night 140) è stato un evento di arti marziali miste tenuto dalla Ultimate Fighting Championship il 17 novembre 2018 all'Estadio Mary Terán de Weiss di Buenos Aires, in Argentina.
Si tratta della prima card argentina nella storia della UFC.

## Risultati
|                                   | Divisione                        |                      |                 |                     | Metodo                                  | Round           | Tempo           | Premio          |
| Card Principale                   | Card Principale                  | Card Principale      | Card Principale | Card Principale     | Card Principale                         | Card Principale | Card Principale | Card Principale |
| --------------------------------- | -------------------------------- | -------------------- | --------------- | ------------------- | --------------------------------------- | --------------- | --------------- | --------------- |
|                                   | Pesi welter                      | Santiago Ponzinibbio | batte           | Neil Magny          | KO (pugno)                              | 4               | 2:36            | POTN            |
|                                   | Pesi piuma                       | Ricardo Lamas        | batte           | Darren Elkins       | KO tecnico (gomitate e pugni)           | 3               | 4:09            |                 |
|                                   | Pesi mediomassimi                | Johnny Walker        | batte           | Khalil Rountree     | KO (gomitate)                           | 1               | 1:57            | POTN            |
|                                   | Pesi medi                        | Ian Heinisch         | batte           | Cézar Ferreira      | Decisione unanime (30-27, 29-28, 29-28) | 3               | 5:00            |                 |
|                                   | Pesi gallo                       | Marlon Vera          | batte           | Guido Cannetti      | Sottomissione (rear-naked choke)        | 2               | 1:31            |                 |
|                                   | Catchweight femminile (53,52 kg) | Cynthia Calvillo     | batte           | Poliana Botelho     | Sottomissione (rear-naked choke)        | 1               | 4:48            |                 |
| Card Preliminare (Fox Sports 1)   |                                  |                      |                 |                     |                                         |                 |                 |                 |
|                                   | Pesi welter                      | Michel Prazeres      | batte           | Bartosz Fabiński    | Sottomissione (ghigliottina)            | 1               | 1:02            |                 |
|                                   | Pesi mosca                       | Alexandre Pantoja    | batte           | Ulka Sasaki         | Sottomissione (rear-naked choke)        | 1               | 2:18            |                 |
|                                   | Pesi piuma                       | Austin Arnett        | batte           | Humberto Bandenay   | Decisione unanime (29-28, 29-27, 29-27) | 3               | 5:00            |                 |
|                                   | Pesi welter                      | Laureano Staropoli   | batte           | Héctor Aldana       | Decisione unanime (30-27, 30-27, 30-27) | 3               | 5:00            | FOTN            |
| Card Preliminare (UFC Fight Pass) |                                  |                      |                 |                     |                                         |                 |                 |                 |
|                                   | Pesi leggeri                     | Jesus Pinedo         | batte           | Devin Powell        | Decisione unanime (29-28, 30-27, 30-27) | 3               | 5:00            |                 |
|                                   | Pesi piuma                       | Nad Narimani         | batte           | Anderson dos Santos | Decisione unanime (30-27, 30-27, 30-27) | 3               | 5:00            |                 |

## Premi
I lottatori premiati ricevettero un bonus di 50.000 dollari.
Legenda:
- FOTN: Fight of the Night (vengono premiati entrambi gli atleti per il miglior incontro dell'evento)
- POTN: Performance of the Night (viene premiato il vincitore per la migliore performance dell'evento)